# 原野聖吉爾教堂
51°30′55.12″N 00°07′43.08″W / 51.5153111°N 0.1286333°W

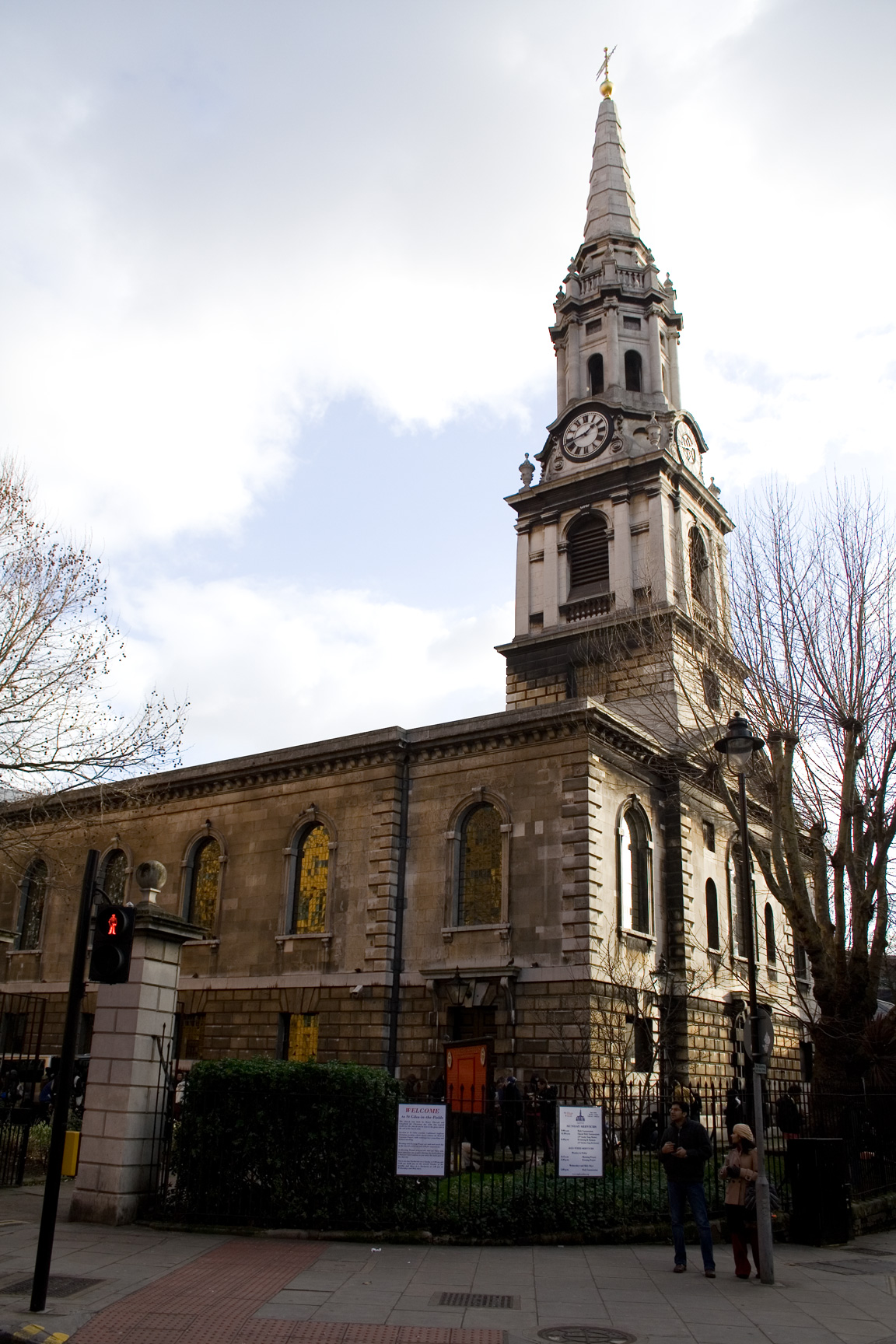

原野聖吉爾教堂（St Giles-in-the-Fields）是位於英國倫敦西區康登倫敦自治市的一座教堂，靠近托登罕宮路站。教堂屬於英國聖公會倫敦教區。現在的教堂建築修建於1731年至1733年。這裡最初的教堂修建於1101年。教堂被列入一級登錄建築。

## 外部連結
- Church's own site （页面存档备份，存于）